# Колючехвостые стрижи
Колючехвостые стрижи, или иглохвостые стрижи (лат. Hirundapus), — род птиц семейства стрижиных. 
Длина тела до 27 см, масса до 167 г. Концы рулевых перьев острые, напоминают иглы.
Обитают в Юго-Восточной и Южной Азии, на Дальнем Востоке. Иглохвостый стриж, встречающийся на российском Дальнем Востоке и юге Сибири, зимует в Австралии.

## Классификация
Международный союз орнитологов включает в род 4 вида:
- Hirundapus caudacutus (Latham, 1801) — Колючехвост, или колючехвостый стриж, или иглохвостый стриж
- Hirundapus celebensis (P. L. Sclater, 1866)
- Hirundapus cochinchinensis (Oustalet, 1878) — Белохвостый колючехвост[4]
- Hirundapus giganteus (Temminck, 1825) — Большой колючехвост